# Johann Adam Breysig
Johann Adam Breysig (* 1. April 1766 in Leudesdorf; † 29. August 1831 in Danzig) war ein deutscher Architekt, Maler und Kunsterzieher.

## Leben
Breysig wurde zunächst bei dem Theatermaler Peter Beckenkamp in Koblenz ausgebildet und reiste sodann mit einer Theatertruppe, deren Bühnenbilder er gestaltete. 1791 siedelte er als Baumeister und Theatermaler in Bernburg und wurde dann 1796 Baukommissar der Fürsten von Anhalt-Bernburg in Ballenstedt. Der preußische König Friedrich Wilhelm III. berief ihn 1799 als Professor zum ersten Lehrer der Provinzial-Kunstschule in Magdeburg. 1804 eröffnete er die Kunstschule Danzig, deren Leiter er 1809 bis 1831 war; sein Nachfolger wurde Johann Karl Schultz.

## Panoramen
Als Erfinder des Panoramas gilt aufgrund eines Patents des Jahres 1787 der Ire Robert Barker. Breysig behauptete in einer 1799 veröffentlichten Schrift, dass er selbst die Idee zu einem kompletten Rundgemälde bereits ein Jahr vor Barker, nämlich 1788 [!], entwickelt hatte und vermutete, dass seine Ideen irgendwie den Weg nach England gefunden hätten und dort von Barker veröffentlicht gestohlen worden sind. Auch wenn er an dieser Aussage festhielt, war alleine schon dadurch, dass Barker seine Erfindung bereits ein Jahr vor der Idee Breysings patentiert hatte, bewiesen, dass Breysings Anspruch nicht valide war. Trotzdem schaffte er es dadurch zumindest jemanden zu finden, der ihm sein eigenes Panorama finanzierte. Die Maler Johann Carl Enslen und sein Sohn Karl Georg Enslen, 1808 bis 1811 ein Schüler Breysigs, führten in Deutschland die Panoramen in großem Stil auf Jahrmärkten ein, wobei der Vater wohl mehr für die Technik und der Sohn nach dem Besuch der Berliner Akademie bis 1815 als akademischer Maler zusammenarbeiteten.

## Schriften
- Versuch einer Erläuterung der Reliefsperspektive, zugleich für Mahler eingerichtet. 1798
- Neue Skizzen ... bildende Künste und Bauhandwerk betreffend : Erstes Bändchen in 2 Heften. Danzig 1805
- Symbolik durch Kränze und Kronen: Ueberbleibsel des in Königsberg als Manuscript mit dem neuen Schauspielhause verbrannten Wörterbuches der Bilder Sprache; aus einer Künstler-Mappe ; nützlich und unterhaltend für Jedermann, unentbehrlich für bildende Künstler; herausgegeben bei der Gelegenheit der Eröffnung der Danziger Kunst- und Handwerks-Schule. Danzig: Weiß 1809
- Wörterbuch der Bildersprache oder kurzgefaßte und belehrende Angaben symbolischer und allegorischer Bilder und oft damit vermischter konventioneller Zeichen. Zugleich Versuch eines Zierathenwörterbuches. Mit 3119 lithographierten Monogrammen auf 54 Seiten und einer Charte. Leipzig: Vogel 1830

Digitalisat, Bayerische Staatsbibliothek